# Bùi Huy Đáp
Bùi Huy Đáp (1919-2004) là giáo sư, nhà nghiên cứu nông học. Ông là lớp người đi đầu xây dựng nền khoa học nông nghiệp Việt Nam theo đường lối quần chúng. Nguyên Phó Chủ nhiệm Ủy ban Khoa học Nhà nước (1977 - 1985). Ông được trao Giải thưởng Hồ Chí Minh (năm 1996).

## Tiểu sử

### Trước Cách mạng tháng Tám
Bùi Huy Đáp sinh ngày 15 tháng 12 năm 1919 trong một gia đình nông dân nghèo ở làng quê chiêm trũng thuộc xã Thành Lợi, huyện Vụ Bản, tỉnh Nam Định. Có lẽ do nguồn gốc nghèo khó, mặc dù đỗ đầu tú tài về triết học, ông vẫn chọn vào học trường Đại học Canh nông Đông Dương để được hưởng học bổng.
Năm 1940, sau khi tốt nghiệp đại học, nhờ học giỏi ông đã được mời giảng dạy và sau đó đến năm 1945 làm hiệu trưởng Trường Canh nông Huế.

### Sau Cách mạng tháng Tám
Tháng 8 năm 1945, giáo sư Bùi Huy Đáp được trao chức Tổng thư ký Bộ Canh nông, Phó Giám đốc Nha Nông chính  trong chính quyền Việt Nam Dân chủ cộng hòa.
Sau đó ông lần lượt đảm nhận nhiều chức vụ khác nhau trong chính phủ kháng chiến, bao gồm Phó Giám đốc kiêm Trưởng Nha nông chính khu 4, Hiệu trưởng trường trung học canh nông, Viện trưởng Viện Trồng trọt (1952), Viện trưởng Viện Khảo cứu Nông Lâm (1955),
Ông là Hiệu trưởng đầu tiên của trường Đại học Nông Lâm (1956 - 1958), năm 1959 khi Trường Đại học Nông Lâm sáp nhập với Viện Khảo cứu trồng trọt và Viện Khảo cứu chăn nuôi thành Học viện Nông Lâm, ông giữ chức Phó Giám đốc Học viện Nông Lâm (1959).
Năm 1963 Hội đồng chính phủ đã ra Quyết định số 137-CP tách Học viện Nông Lâm thành Trường Đại học Nông Lâm và Viện Khoa học Nông nghiệp. Viện được chuyển từ Gia Lâm về Thanh Trì. Ông được bổ nhiệm làm Viện trưởng Viện Khoa học Nông nghiệp  kiêm Tổng biên tập tạp chí Khoa học Kỹ thuật Nông nghiệp (1963) và sau đó làm Vụ trưởng Vụ Khoa học Kỹ thuật, Bộ Nông nghiệp (1972), Phó Chủ nhiệm Ủy ban Khoa học Nhà nước (1977 - 1985).
Năm 1981, ông lâm bệnh và giảm dần công việc quản lý.
Năm 1985, ông về hưu hẳn. Ông mất năm 2004.

## Đóng góp cho nền nông nghiệp Việt Nam
Giáo sư Bùi Huy Đáp đã cùng đồng nghiệp và cán bộ thuộc quyền cùng nông dân cả nước đạt được những kỳ tích trong phát triển nền nông nghiệp. Điển hình nhất là công trình chuyển vụ lúa chiêm dài ngày, năng suất thấp thành vụ lúa xuân ngắn ngày năng suất cao ở các tỉnh phía Bắc và đưa vụ Đông trở thành vụ sản xuất chính. Ông được coi là cha đẻ của lúa xuân. Thành tựu này đã góp phần làm tăng năng suất và sản lượng lương thực, thực phẩm đóng góp cho sự nghiệp kháng chiến chống đế quốc Mỹ trước đây và góp phần làm thay đổi đời sống nông dân và bộ mặt nông thôn cả nước như hiện nay.

## Vinh danh
Với những cống hiến to lớn cho sự nghiệp xây dựng và phát triển nền khoa học nông nghiệp, phát triển sản xuất nông nghiệp, GS Bùi Huy Đáp đã được Nhà nước tặng thưởng nhiều danh hiệu và phần thưởng cao quý: 
- Huân chương Kháng chiến hạng Nhất (1956).
- Huân chương Kháng chiến chống Mỹ, cứu nước hạng Nhất (1980).
- Hai Huân chương Lao động hạng Nhì (1955, 1962).
- Chiến sĩ thi đua toàn quốc (1952).
- Nhiều năm là Chiến sĩ thi đua của ngành nông nghiệp.
- Huy chương Vì giai cấp nông dân tập thể (năm 1991).
- Đặc biệt là ông được Nhà nước trao phần thưởng cao quý là: Giải thưởng Hồ Chí Minh (đợt I năm 1996) - với công trình khoa học: "Lúa xuân".

## Chú dẫn
1. id=1& page=602&mode=detail&document id=980|Sắc lệnh số 117 của Chủ tịch Nước bổ nhiệm ông Bùi Huy Đáp và Vũ Công Hậu giữ chức Phó Giám đốc Nha Nông chính
2. Viện Khoa học Nông nghiệp Việt Nam: Lễ kỷ niệm 60 năm thành lập
3. Học viện Nông nghiệp Việt Nam: Quá trình xây dựng và phát triển
4. Bộ Khoa học Công nghệ: Các đồng chí Phó Chủ nhiệm Ủy ban Khoa học và Kỹ thuật Nhà nước
5. Bùi Huy Đáp, lúa xuân Việt Nam
6. Về thăm quê người sáng tạo lúa xuân miền Bắc  Lưu trữ ngày 6 tháng 6 năm 2014 tại Wayback Machine